# John Coates (cầu thủ bóng đá)
John Coates là một cầu thủ bóng đá thi đấu ở vị trí thủ môn ở Football League cho Southport và Chester.